# Eickesmühle
Die Eickesmühle war eine Wassermühle mit einem unterschlächtigen Wasserrad am Oberlauf der Niers im Mönchengladbacher Stadtteil Rheydt im Regierungsbezirk Düsseldorf.

## Geographie
Die Eickesmühle hatte ihren Standort auf der linken Seite der Niers, an der Römerstraße, im Mönchengladbacher Stadtteil Rheydt. Oberhalb befand sich die Steinsmühle, unterhalb die Zoppenbroicher Mühle. Das Gelände, auf dem das Mühlengebäude stand, liegt auf einer Höhe von ca. 52 m über NN.

## Gewässer
Die Niers (GEWKZ 286) in ihrem alten Flussbett versorgte bis zur Flussbegradigung über Jahrhunderte zahlreiche Mühlen mit Wasser. Die Niers entspringt in Kuckum, einem Ortsteil der Stadt Erkelenz. Bis zur Mündung in die Maas bei Gennep (Niederlande) hat die Niers eine Gesamtlänge von 117,668 km und ein Gesamteinzugsgebiet von 1.380,630 km2. Die Quelle liegt bei 73 m ü. NN, die Mündung bei 9 m ü. NN. Die Pflege und der Unterhalt des Gewässers obliegt dem Niersverband.

## Geschichte
Die erste urkundliche Erwähnung der Eickesmühle fand sich im Jahre 1442, als ihr Besitzer Gerhard, Herr zu Rheydt und Ritter von Heppendorf, die Mühle an Coen und seine Ehefrau Gertrud den Besitzern des Eickeshofes in Erbpacht gaben. Die Mühle up deme Eyckholtz war eine reine Ölmühle, die eine Pacht von 35 Pfund Öl zu liefern hatte. Die ursprünglich kleine Mühle wurde 1700 zu einer eigenständigen Hofanlage ausgebaut. 1842 bestand sie aus einer Öl-, Mahl-, Getreidemühle, die ein Jahrzehnt später auch als Blauholzmühle genutzt wurde. Ab 1849 konnte der vorgelagerte Mühlenweiher als Schwimmbad genutzt werden. Im Jahre 1856 erhöhte man mit dem Einbau einer Turbine die Rentabilität der Mühle erheblich. Im Zweiten Weltkrieg wurde die Mühle von Fliegerbomben getroffen und völlig zerstört. Der nahegelegene Gewerbepark An der Eickesmühle erinnert noch heute an die einstige Mühle.

## Galerie

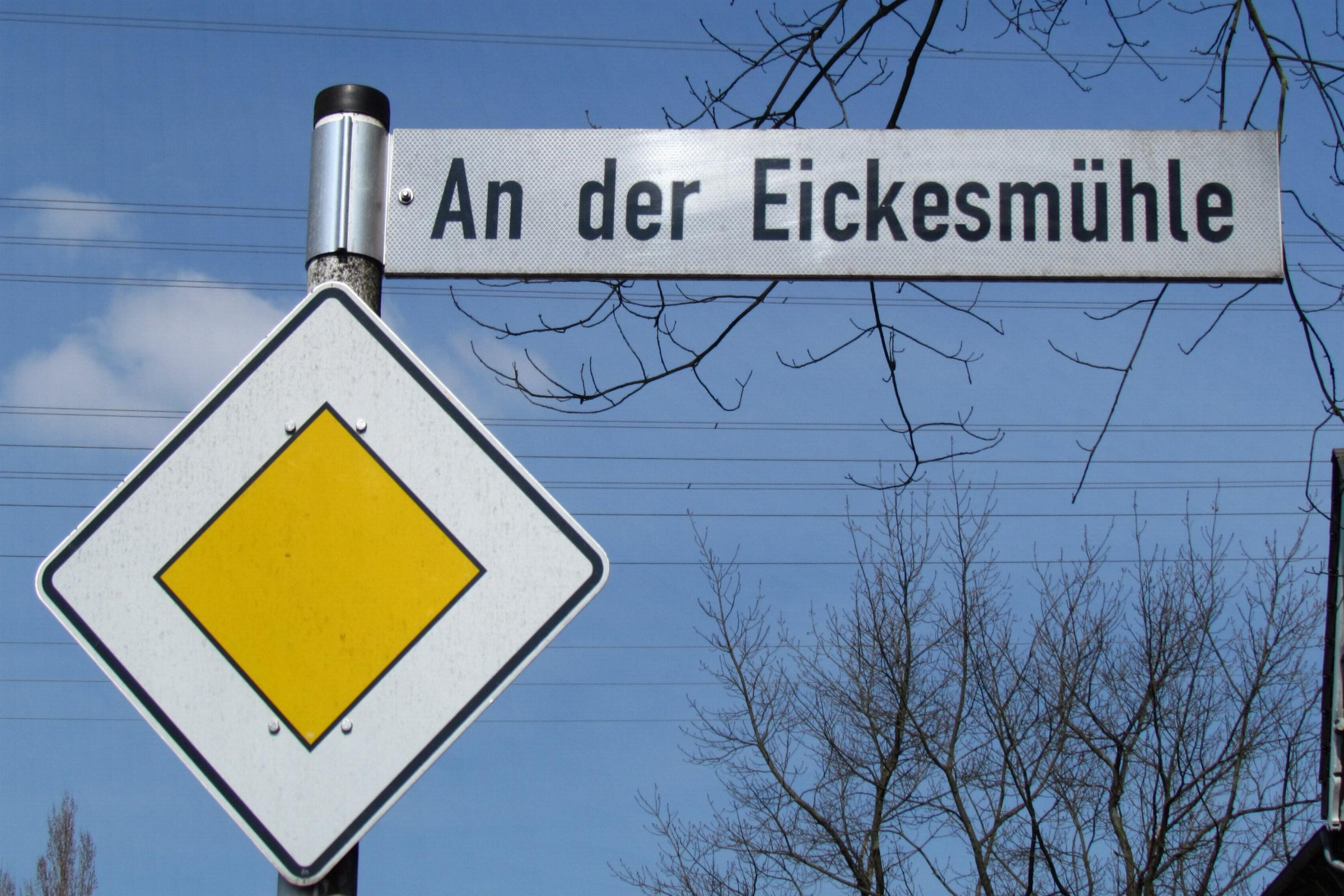
Straßenbezeichnung An der Eickesmühle
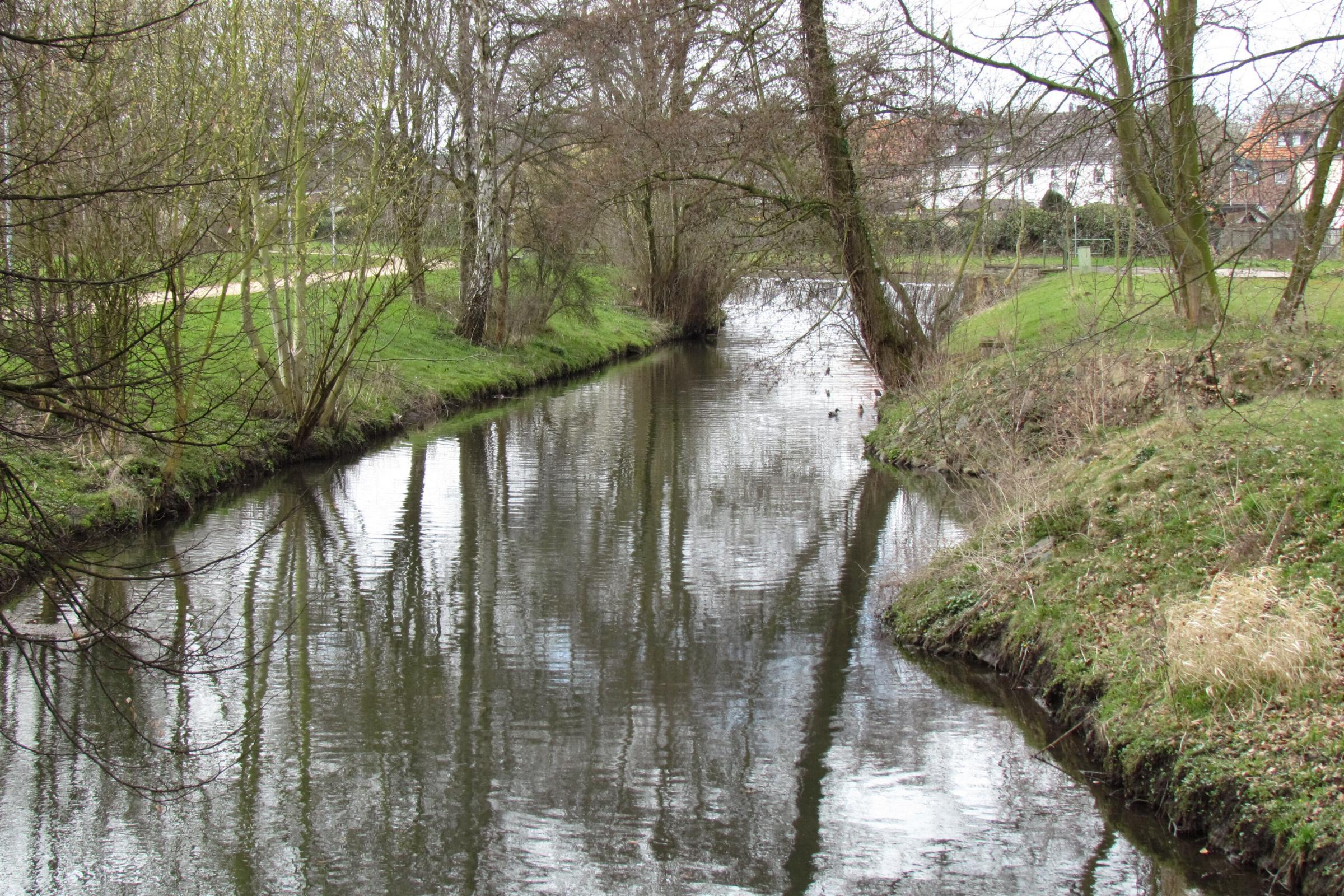
Heutiger Niersverlauf
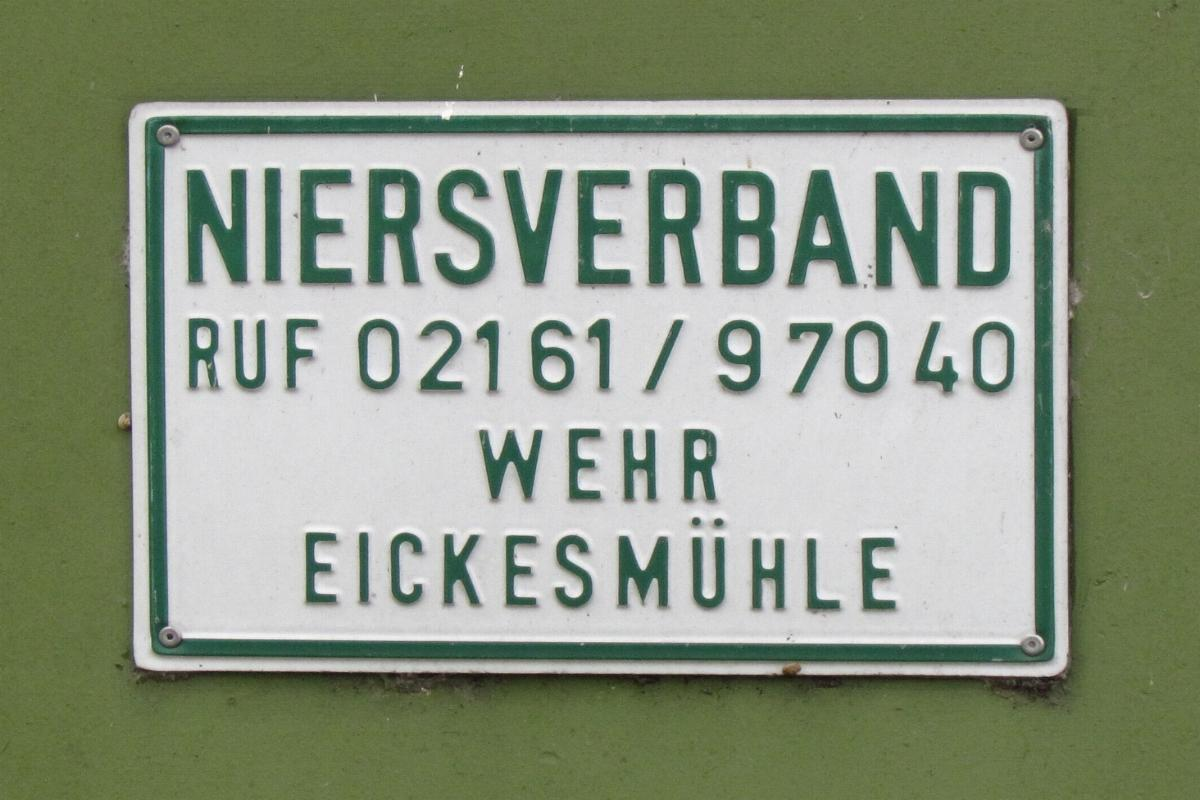
Hinweisschild des Niersverbandes
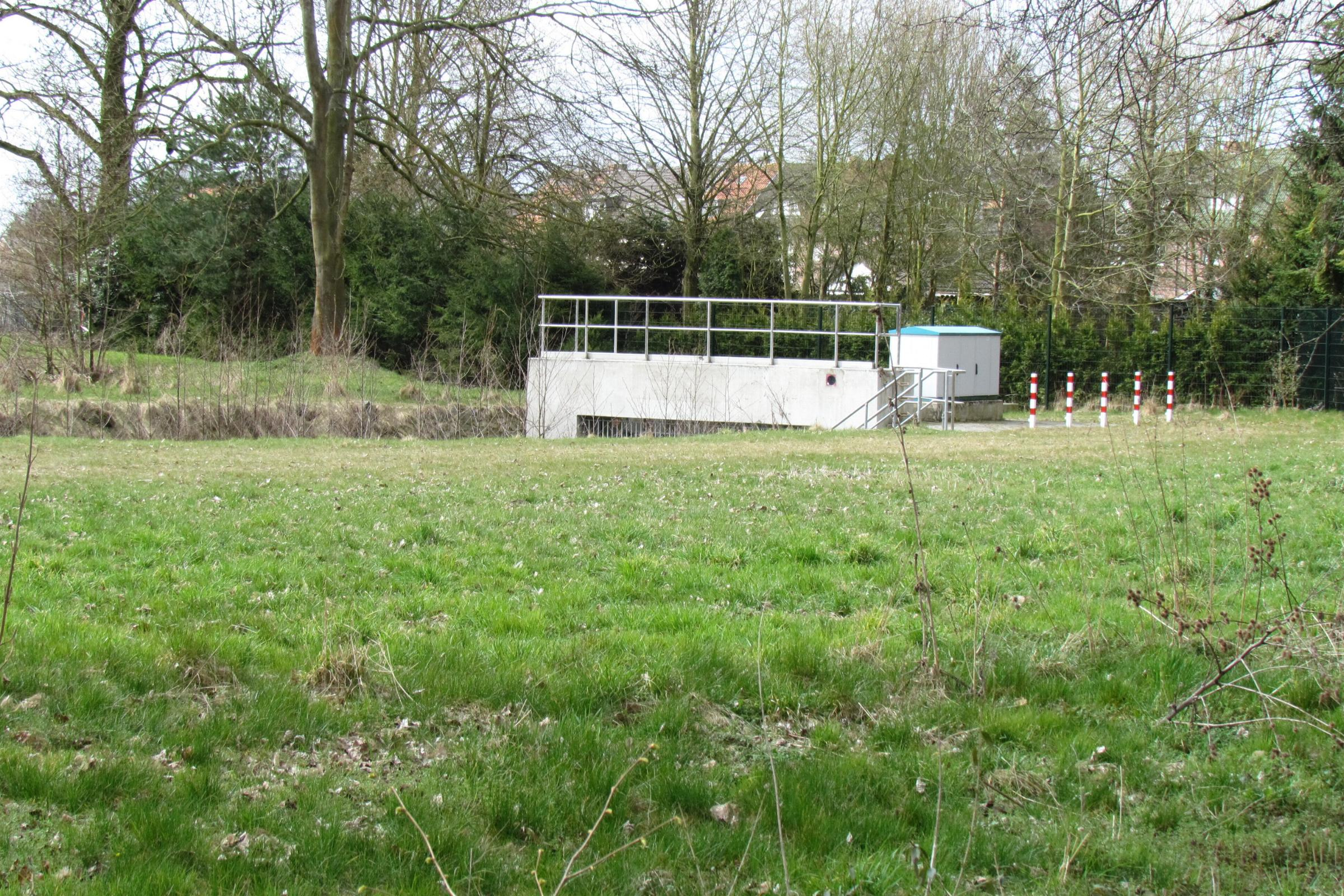
Stauwehr an der Niers
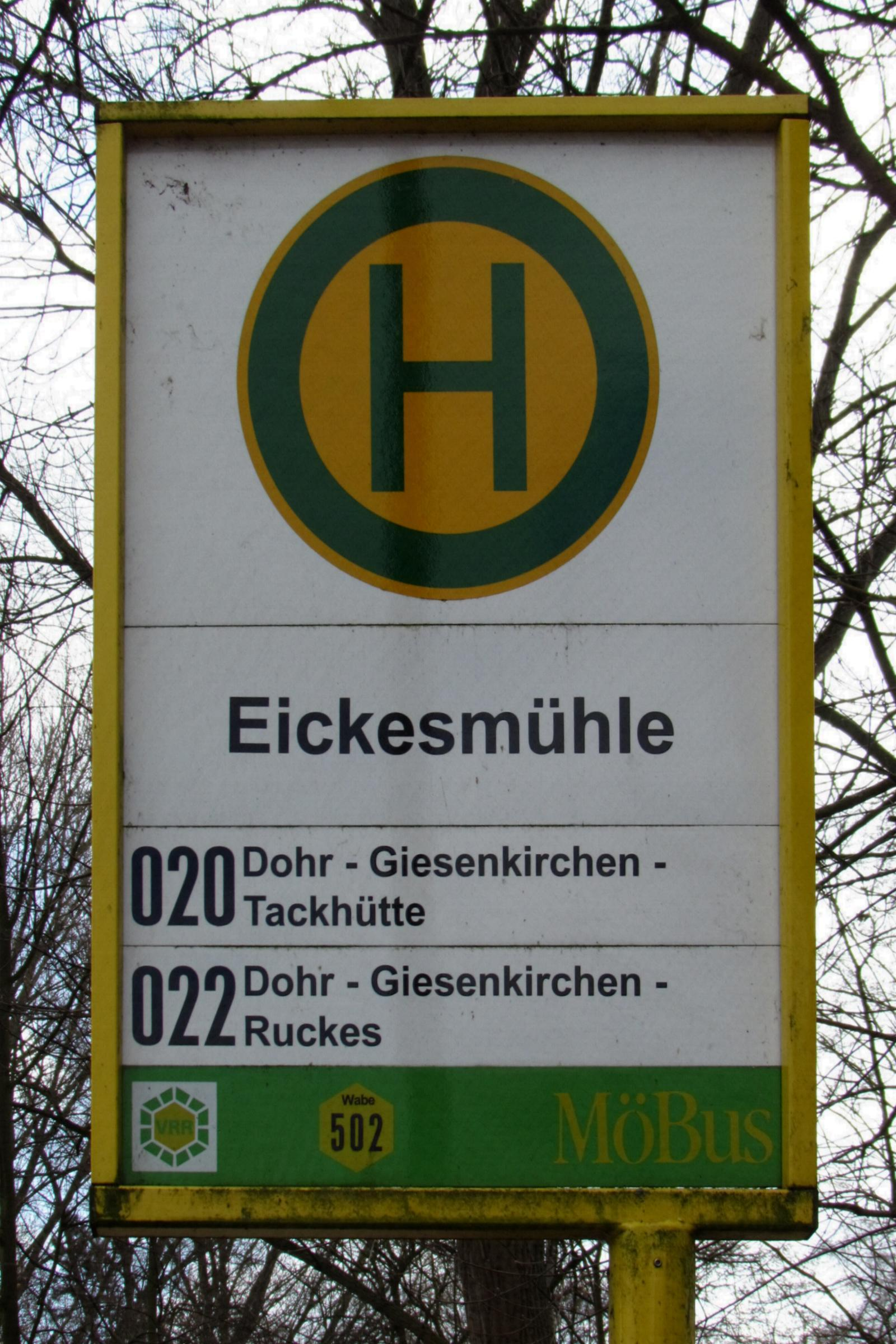
Bushaltestelle Eickesmühle
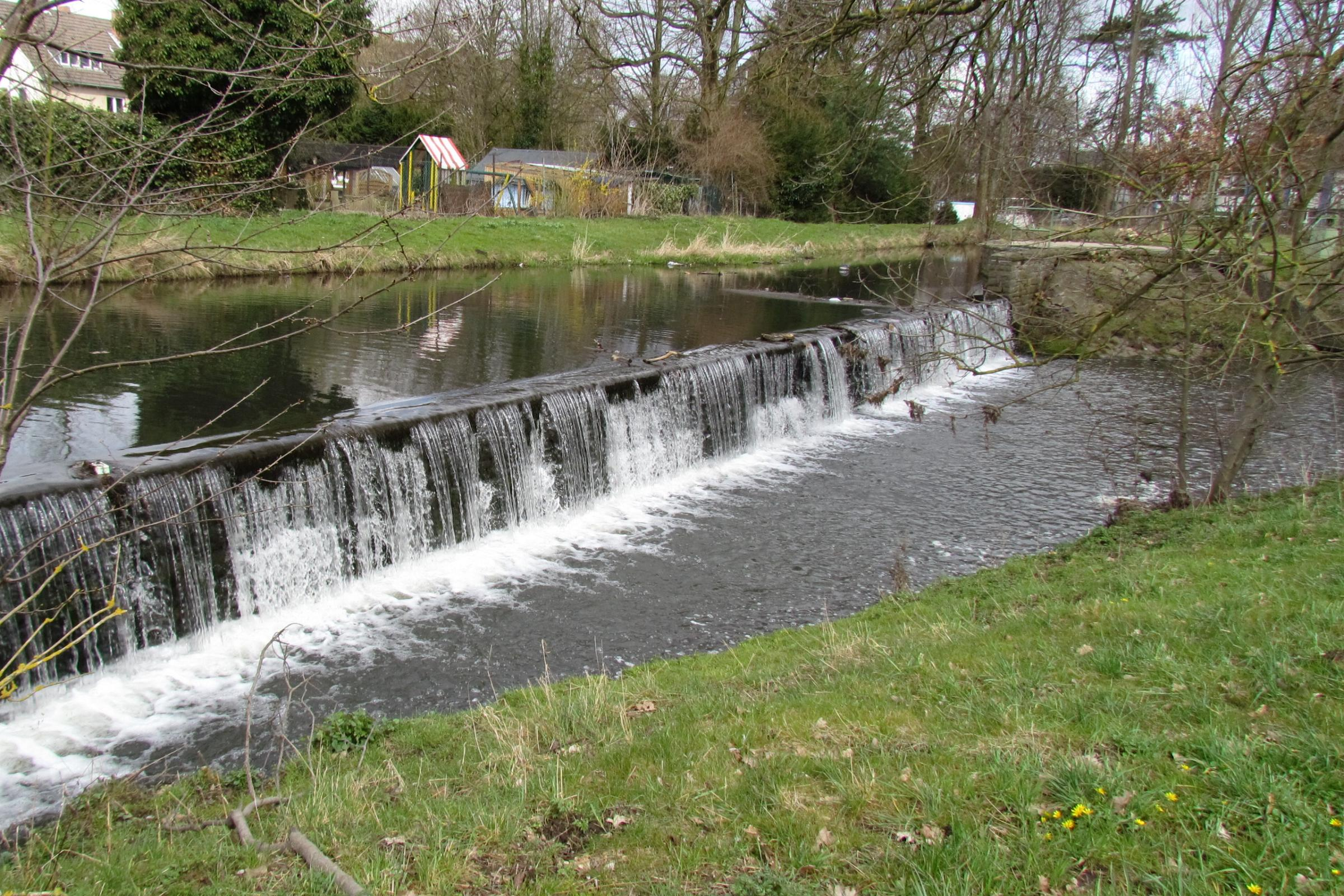
Überlauf am Stauwehr
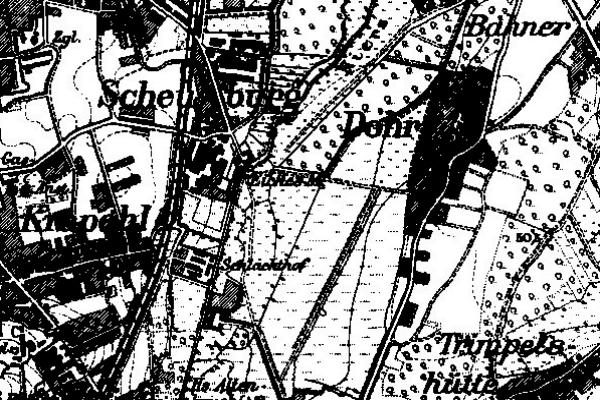
Die Eickesmühle auf der Karte Neuaufnahme von 1912
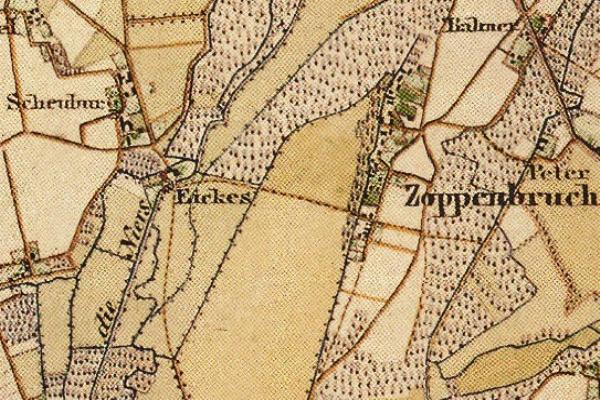
Die Eickesmühle auf der Urkatasterkarte von 1846
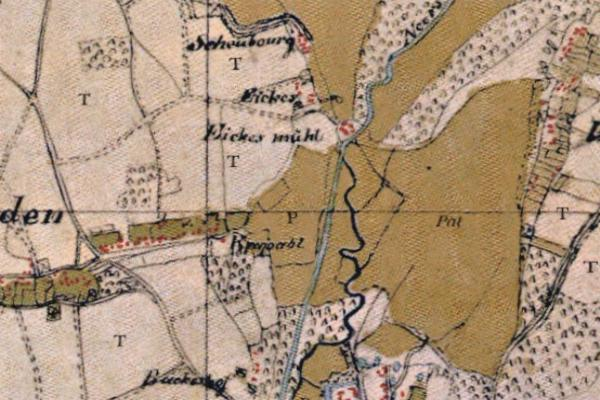
Die Eickesmühle auf der Tranchotkarte 1803–1820